# Síntesi de Wöhler

Animació de la síntesi de Wöhler. N en blau, O vermell, C negre, H gris

Friedrich Wöhler, l'any 1828 va aconseguir sintetitzar urea: un compost orgànic a partir d'un compost inorgànic, anorreant la premissa bàsica del vitalisme de Jöns Jacob Berzelius, i donant lloc al començament de la química orgànica.
La urea, també anomenada carbamida (NH2 – CO – NH2), apareix a l'orina humana i de molts animals, tot i que també es troba en alguns vegetals.
La síntesi de la urea la va fer segons aquests coneixements:
El cianat d'amoni dissolt en aigua, en ser escalfat pateix una transposició que el converteix en urea
```
NH2
NH4. O. CN -----> OC < 
NH2
```

Industrialment, la urea es fabrica escalfant el carbamat d'amoni que s'obté en fer reaccionar a pressió l'amoníac i el diòxid de carboni.
```
NH2 NH2
OC < ------> H₂O + OC <
0.NH4 NH2
```